# Altamont (Illinois)
Altamont è un comune degli Stati Uniti d'America, situato in Illinois, nella Contea di Effingham.